# Agência Nacional de Energia Elétrica
A Agência Nacional de Energia Elétrica (ANEEL) é uma  autarquia sob regime especial (Agência Reguladora), vinculada ao Ministério de Minas e Energia, com sede e foro no Distrito Federal. A ANEEL tem como finalidade regular e fiscalizar a produção, transmissão, distribuição e comercialização de energia elétrica, de acordo com a legislação e em conformidade com as diretrizes e as políticas do governo federal.  A ANEEL foi criada pela Lei nº 9.427, de 26 de dezembro de 1996, durante o primeiro mandato do Presidente Fernando Henrique Cardoso.
O quadro de pessoal efetivo da ANEEL, instituído pela Lei nº 10.871/2004, é composto por 365 cargos da carreira de Especialista em Regulação, 200 cargos da carreira de Analista Administrativo e 200 cargos da carreira de Técnico Administrativo.

## Administração
A agência é administrada por uma diretoria colegiada, formada pelo Diretor-Geral e outros quatro Diretores. As funções executivas da ANEEL estão a cargo de 16 superintendentes. A maioria das superintendências se concentra em questões técnicas - regulação, fiscalização, mediação e concessão - e uma parte delas se dedica à relação da ANEEL com seu público interno e a sociedade.
Nas questões jurídicas, a Procuradoria Federal representa a Agência.

### Diretores
A Diretoria da Agência é composta pelos diretores:
- Sandoval de Araujo Feitosa Neto– Diretor-Geral
- Ricardo Lavorato Tili – Diretor
- Hélvio Neves Guerra – Diretor
- Fernando Luiz Mosna Ferreira da Silva – Diretor
- Agnes Maria de Aragão da Costa - Diretora

### Unidades Organizacionais da ANEEL
A ANEEL conta com Diretoria, Superintendências e unidades de Assessoramento e Controle da Gestão .

#### Diretoria
- A Diretoria é composta por 1 Diretor-Geral e 4 Diretores

#### Assessoramento e Controle da Gestão
- Assessoria Institucional da Diretoria (AID)
- Assessoria Técnica da Diretoria (ASD)
- Auditoria Interna (AIN)
- Corregedoria (CRG)
- Gabinete do Diretor-Geral (GDG)
- Ouvidoria (OUV)
- Procuradoria Federal junto à ANEEL (PF)
- Secretaria Geral (SGE)

#### Superintendências
As superintendências da agência são divididas em áreas conforme macroprocessos:

#### Fiscalização dos Serviços e Instalações de Energia Elétrica
- Superintendência de Fiscalização Econômica, Financeira e de Mercado (SFF)
- Superintendência de Fiscalização Técnica dos Serviços de Energia Elétrica (SFT)

#### Outorgas e Gestão dos Potenciais Hidráulicos
- Secretaria de Leilões (SEL)
- Superintendência de Concessões, Permissões e Autorizações dos Serviços de Energia Elétrica (SCE)

#### Planejamento e Gestão Administrativa
- Superintendência de Gestão Administrativa, Financeira e de Contratações (SGA)
- Superintendência de Gestão Técnica da Informação (SGI)
- Superintendência de Gestão de Pessoas (SGP)

#### Regulação Econômica do Mercado e Estímulo à Competição
- Superintendência de Gestão Tarifária e Regulação Econômica (STR)

#### Regulação Técnica e Padrões de Serviço
- Superintendência de Regulação dos Serviços de Transmissão e Distribuição de Energia Elétrica (STD)
- Superintendência de Regulação dos Serviços de Geração e do Mercado de Energia Elétrica (SGM)
- Secretaria de Inovação e Transição Energética (STE)

#### Relações com a Sociedade
- Superintendência de Mediação Administrativa e das Relações de Consumo (SMA)

## Competências
As competências da ANEEL estão previstas no art. 3º da Lei nº 9.427/96 e incluem:
- Implementar as políticas e diretrizes do governo federal para a exploração da energia elétrica e o aproveitamento dos potenciais hidráulicos, expedindo os atos regulamentares necessários ao cumprimento das normas estabelecidas pela Lei nº 9.074, de 7 de julho de 1995 (Inciso I do art. 3º da Lei nº 9.724/96).
- Promover a licitação de novas concessões de geração, transmissão e distribuição de energia elétrica (Inciso II do art. 3º da Lei nº 9.724/96).
- Fazer a gestão dos contratos de concessão ou de permissão de serviços públicos de energia elétrica e fiscalizar, diretamente ou mediante convênios com órgãos estaduais, as concessões, as permissões e a prestação dos serviços de energia elétrica (Inciso IV do art. 3º da Lei nº 9.724/96).
- Atuar como instância revisora das decisões administrativas das agências reguladoras estaduais e solucionar as divergências entre concessionárias, permissionárias, autorizadas, produtores independentes e autoprodutores, bem como entre esses agentes e seus consumidores (Inciso V do art. 3º da Lei nº 9.724/96).
- Fixar os critérios para cálculo das Tarifas de Uso dos Sistemas Elétricos de Transmissão e Distribuição - TUST e TUSD - (§ 6º  do art. 15 da Lei nº 9.074/1995), de 7 de julho de 1995, e arbitrar seus valores nos casos de negociação frustrada entre os agentes envolvidos (Inciso VI do art. 3º da Lei nº 9.724/96).
- Negociar com a Agência Nacional do Petróleo os critérios para fixação dos preços de transporte de combustíveis fósseis e gás natural, quando destinados à geração de energia elétrica, e para arbitramento de seus valores, nos casos de negociação frustrada entre os agentes envolvidos (Inciso VII do art. 3º da Lei nº 9.724/96).
- Autorizar previamente as alterações do controle acionário das concessionárias, permissionárias e autorizadas para propiciar concorrência efetiva entre os agentes e a impedir a concentração econômica nos serviços e atividades de energia elétrica e estabelecer restrições, limites ou condições para empresas, grupos empresariais e acionistas, quanto à obtenção de concessões, permissões e autorizações, à concentração societária e à realização de negócios entre si, devendo articular-se com a Secretaria de Direito Econômico - SDE do Ministério da Justiça (Inciso VIII do art. 3º da Lei nº 9.724/96).
- Fazer a defesa do direito de concorrência no Setor Elétrico, monitorando e acompanhando as práticas de mercado dos agentes do setor de energia elétrica, devendo articular-se com a Secretaria de Direito Econômico - SDE do Ministério da Justiça  (Inciso IX do art. 3º da Lei nº 9.724/96).
- Punir, fixando as multas administrativas a serem impostas aos concessionários, permissionários e autorizados de instalações e serviços de energia elétrica, observado o limite, por infração, de 2% (dois por cento) do faturamento, ou do valor estimado da energia produzida nos casos de autoprodução e produção independente, correspondentes aos últimos doze meses anteriores à lavratura do auto de infração ou estimados para um período de doze meses caso o infrator não esteja em operação ou esteja operando por um período inferior a doze meses (Inciso X do art. 3º da Lei nº 9.724/96).
- Estabelecer as tarifas para o suprimento de energia elétrica realizado às concessionárias e permissionárias de distribuição, inclusive às Cooperativas de Eletrificação Rural enquadradas como permissionárias, cujos mercados próprios sejam inferiores a 500 (quinhentos) GWh/ano, e tarifas de fornecimento às Cooperativas autorizadas, considerando parâmetros técnicos, econômicos, operacionais e a estrutura dos mercados atendidos (Inciso XI do art. 3º da Lei nº 9.724/96).
- Fiscalizar o cumprimento do Programa de Universalização e estabelecer as metas a serem periodicamente alcançadas por cada concessionária e permissionária de serviço público de distribuição de energia elétrica (Inciso XII do art. 3º da Lei nº 9.724/96).
- Controle prévio e posterior de atos e negócios jurídicos a serem celebrados entre concessionárias, permissionárias, autorizadas e seus controladores, suas sociedades controladas ou coligadas e outras sociedades controladas ou coligadas de controlador comum (contratos entre partes relacionadas), impondo-lhes restrições à mútua constituição de direitos e obrigações, especialmente comerciais e, no limite, a abstenção do próprio ato ou contrato – proibição do self-dealing - (Inciso  XIII do art. 3º da Lei nº 9.724/96).
- Aprovar as regras e os procedimentos de comercialização no ambiente livre e regulado (Inciso  XIV do art. 3º da Lei nº 9.724/96).
- Promover os Leilões de Energia Elétrica para atendimento das necessidades do mercado (Inciso XV do art. 3º da Lei nº 9.724/96).
- Homologar os contratos firmados nos Leilões de Energia Elétrica, homologando as receitas dos agentes de geração na contratação regulada e as tarifas a serem pagas pelas concessionárias, permissionárias ou autorizadas de distribuição de energia elétrica (Inciso XVI do art. 3º da Lei nº 9.724/96).
- Estabelecer mecanismos de regulação e fiscalização para garantir o atendimento à totalidade do mercado de cada agente de distribuição e de comercialização de energia elétrica, bem como à carga dos consumidores livres (Inciso XVII do art. 3º da Lei nº 9.724/96).
- Definir os valores das tarifas de uso dos sistemas elétricos de transmissão e distribuição - TUST e TUSD - sendo que as de transmissão devem ser baseadas nas seguintes diretrizes:
  - a) assegurar arrecadação de recursos suficientes para cobertura dos custos dos sistemas de transmissão; e
  - b) utilizar sinal locacional visando a assegurar maiores encargos para os agentes que mais onerem o sistema de transmissão (Inciso  XVIII do art. 3º da Lei nº 9.724/96).
- Regular o serviço concedido, permitido e autorizado e fiscalizar permanentemente sua prestação (Inciso  XIX do art. 3º da Lei nº 9.724/96).
- Intervir na prestação do serviço de energia elétrica, nos casos e condições previstos em lei (Inciso III do art. 29 da Lei nº 8.987/95).
- Homologar reajustes e proceder à revisão das tarifas na forma desta Lei, das normas pertinentes e do contrato de concessão (Inciso V do art. 29 da Lei nº 8.987/95)
- Cumprir e fazer cumprir as disposições regulamentares do serviço e as cláusulas contratuais da concessão (Inciso VI do artigo 29 da Lei nº 8.987/95).
- Zelar pela boa qualidade do serviço, receber, apurar e solucionar queixas e reclamações dos usuários, que serão avisados, em até trinta dias, das providências tomadas (Inciso VII do art. 29 da Lei nº 8.987/95).
- Estimular o aumento da qualidade, produtividade, preservação do meio ambiente e conservação (Inciso X do art. 29 da Lei nº 8.987/95).
- Incentivar a competitividade (Inciso XI do art. 29 da Lei nº 8.987/95).
- Estimular a formação de associações de usuários para defesa de interesses relativos ao serviço de energia elétrica (Inciso XII do art. 29 da Lei nº 8.987/95).
- Ter acesso aos dados relativos à administração, contabilidade, recursos técnicos, econômicos e financeiros da concessionária. (art. 30 da Lei nº 8.987/95)

### Leilões de geração
Cabe à ANEEL realizar leilões públicos para que as distribuidoras comprem de forma regulada e transparente a energia que será ofertada a seus clientes.
| Leilão | Data de realização  | Período de suprimento | Período de suprimento  | Contrato por Disponibilidade | Contrato por Disponibilidade | Contrato por Disponibilidade | Contrato por Quantidade | Contrato por Quantidade | Contrato por Quantidade |
| Leilão | Data de realização  | Início                | Término                | Preço teto (R$/MWh)          | Preço médio (R$/MWh)         | Quantidade (MW médios)       | Preço teto (R$/MWh)     | Preço médio (R$/MWh)    | Quantidade (MW médios)  |
| ------ | ------------------- | --------------------- | ---------------------- | ---------------------------- | ---------------------------- | ---------------------------- | ----------------------- | ----------------------- | ----------------------- |
| 3/2014 | 6 de junho de 2014  | 1 de janeiro de 2017  | prazo de 20 ou 30 anos | 133,00                       |                              |                              | 148,00                  |                         |                         |
| 5/2014 | 30 de abril de 2014 | 1 de maio de 2014     | 31 de dezembro de 2019 | 262,00                       | 262,00                       | 575                          | 271,00                  | 270,81                  | 1.471                   |

### Leilões de transmissão
Cabe à ANEEL publicar editais para realizar leilões de contratação de serviço público de transmissão de energia elétrica.
| Leilão | Data de realização | Lotes | Estados | Prazo para operação |
| ------ | ------------------ | ----- | --- | ------------------- |
| 1/2014 | 9 de maio de 2014  | 13    | Amazonas, Bahia, Ceará, Mato Grosso, Minas Gerais, Pará, Paraná, Piauí, Rio Grande do Norte, São Paulo e Tocantins | 24 a 42 meses       |

### Qualidade das distribuidoras de energia elétrica
A ANEEL publica anualmente um ranking de qualidade do serviço prestado pelas concessionárias de distribuição de energia elétrica. O ranking baseia-se no indicador de Desempenho Global de Continuidade (DGC), que compara os indicadores de duração (DEC) e frequência (FEC) de interrupções no fornecimento de energia elétrica com os limites estabelecidos pela ANEEL para a respectiva área de concessão.
O DGC é calculado para cada distribuidora usando a seguinte fórmula:
{\displaystyle DGC={\frac {({\frac {DEC_{apurado}}{DEC_{limite}}}+{\frac {FEC_{apurado}}{FEC_{limite}}})}{2}}}
Dessa forma, quanto menor o valor de {\displaystyle DEC_{apurado}\,} e de {\displaystyle FEC_{apurado}\,}, menor será o valor de DGC e, portanto, maior a continuidade do serviço prestado.
| Ano referência | Maior que 1 TWh               | Maior que 1 TWh | Menor ou igual a 1 TWh        | Menor ou igual a 1 TWh |
| Ano referência | 1ª colocada                   | DGC             | 1ª colocada                   | DGC                    |
| -------------- | ----------------------------- | --------------- | ----------------------------- | ---------------------- |
| 2011           | Companhia Energética do Ceará | 0,55            | Muxfeldt, Marin & Cia         | 0,11                   |
| 2012           | CPFL Santa Cruz               | 0,44            | Muxfeldt, Marin & Cia         | 0,21                   |
| 2013           | Companhia Energética do Ceará | 0,56            | Empresa Força e Luz João Cesa | 0,18                   |
| 2014           | CPFL Santa Cruz               | 0,55            | FORCEL                        | 0,12                   |

## Modelos do setor elétrico

### Regime tarifário pelo custo
Até 1993, havia uma única tarifa de energia elétrica em todo o Brasil. Os consumidores dos diversos estados pagavam a mesma tarifa pela energia consumida. Esse valor garantia a remuneração das concessionárias, independentemente de sua eficiência, e as empresas não lucrativas eram mantidas por aquelas que davam lucro e pelo governo federal.
Nessa época, além de ser a mesma em todo o país, a tarifa era calculada a partir do "custo do serviço", o que garantia às concessionárias uma remuneração mínima. Essa modalidade de tarifa não incentivava as empresas à eficiência, pois todo o custo era pago pelo consumidor. Por diversas razões, como o controle da inflação, a remuneração mínima não era atingida, o que gerou uma despesa da União da ordem de US$ 26 bilhões, que acabou sendo paga pelos contribuintes de todo o país.

### Regime tarifário pelo preço
Também nesse contexto, surgiu a Lei nº 8.631/93, pela qual a tarifa passou a ser fixada por concessionária, conforme características específicas de cada empresa. Ainda, em 1995, foi aprovada a Lei 8.987 que garantiu o equilíbrio econômico-financeiro às concessões.
Desde então, estabeleceu-se uma tarifa por área de concessão (território geográfico onde cada empresa é contratualmente obrigada a fornecer energia elétrica). Se essa área coincide com a de um estado, a tarifa é única naquela unidade federativa. Caso contrário, tarifas diferentes coexistem dentro do mesmo estado.
Dessa maneira, as tarifas de energia refletem peculiaridades de cada região, como número de consumidores, quilômetros de rede e tamanho do mercado (quantidade de energia atendida por uma determinada infra-estrutura), custo da energia comprada, tributos estaduais e outros.
É obrigação das concessionárias de distribuição levar a energia elétrica aos seus consumidores.
Para cumprir esse compromisso, a empresa tem custos que devem ser cobertos pela tarifa de energia. De modo geral, a conta de luz inclui o ressarcimento de três custos distintos:
- Geração de Energia Elétrica;
- Transporte da energia até as casas (fio) tanto da Transmissão quanto da Distribuição; e
- Encargos e tributos.

A partir da edição da Lei 10.848/2004, o valor da geração da energia comprada pelas distribuidoras para revender a seus consumidores passou a ser determinado em leilões públicos. O objetivo é garantir, além da transparência no custo da compra de energia, a competição e melhores preços. Antes dessa lei, as distribuidoras podiam comprar livremente a energia a ser revendida, mas o limite de preço era fixado pela ANEEL.
O transporte da energia, do ponto de geração à casa do consumidor, é um monopólio natural, pois a competição nesse segmento não traz benefícios econômicos. Por essa razão, a ANEEL atua para que as tarifas sejam compostas apenas pelos custos que efetivamente se relacionam com os serviços prestados, de forma a torná-las justas.

### Pré-pagamento e pós-pagamento eletrônico
Em 1 de abril de 2014, a ANEEL aprovou um regulamento para a implementação de sistemas de pré-pagamento e pós-pagamento eletrônico para contas de energia elétrica. A disponibilização do modelo de pré-pagamento será opcional para as distribuidoras, assim como a adoção por parte dos clientes.

### Sistema de bandeiras tarifárias
A partir de janeiro de 2015, o valor da tarifa de energia elétrica cobrada pelas distribuidoras passou a sofrer aumento de acordo com as condições da geração de eletricidade no país. Foram definidas três bandeiras para representar as condições de geração, e cabe à ANEEL a definição de qual bandeira tarifária será aplicada para o mês. Os estados do Amazonas, Amapá e Roraima ainda não fazem parte do sistema de bandeiras tarifárias por não estarem totalmente incluídos no Sistema Interligado Nacional.
| Bandeiras tarifárias estabelecidas pela ANEEL | Bandeiras tarifárias estabelecidas pela ANEEL | Bandeiras tarifárias estabelecidas pela ANEEL | Bandeiras tarifárias estabelecidas pela ANEEL | Bandeiras tarifárias estabelecidas pela ANEEL | Bandeiras tarifárias estabelecidas pela ANEEL | Bandeiras tarifárias estabelecidas pela ANEEL | Bandeiras tarifárias estabelecidas pela ANEEL | Bandeiras tarifárias estabelecidas pela ANEEL | Bandeiras tarifárias estabelecidas pela ANEEL | Bandeiras tarifárias estabelecidas pela ANEEL | Bandeiras tarifárias estabelecidas pela ANEEL | Bandeiras tarifárias estabelecidas pela ANEEL |
| Ano                                           | Meses                                         | Meses                                         | Meses                                         | Meses                                         | Meses                                         | Meses                                         | Meses                                         | Meses                                         | Meses                                         | Meses                                         | Meses                                         | Meses                                         |
| --------------------------------------------- | --------------------------------------------- | --------------------------------------------- | --------------------------------------------- | --------------------------------------------- | --------------------------------------------- | --------------------------------------------- | --------------------------------------------- | --------------------------------------------- | --------------------------------------------- | --------------------------------------------- | --------------------------------------------- | --------------------------------------------- |
| 2015                                          | Janeiro                                       | Fevereiro                                     | Março                                         | Abril                                         | Maio                                          | Junho                                         | Julho                                         | Agosto                                        | Setembro                                      | Outubro                                       | Novembro                                      | Dezembro                                      |

## Encargos setoriais
Os encargos setoriais que incidem nas tarifas de energia elétrica são:
- CCC - Conta de consumo de combustíveis[23][24][25][26] [nota 1]
- CDE - Conta de Desenvolvimento Energético [26][27] [nota 2]
- ESS – Encargos de Serviços do Sistema [28] [nota 3]
- ONS - Operador Nacional do Sistema Elétrico[29]
- P&D – Pesquisa e Desenvolvimento [30] [nota 4]
- Proinfa – Programa de Incentivo às Fontes Alternativas [27] [nota 5]
- RGR - Reserva Global de Reversão[26][31][32]
- TFSEE - Taxa de Fiscalização de Serviços de Energia Elétrica [3][26][33] [nota 6]

### Arrecadação dos encargos setoriais
A tabela abaixo demonstra a arrecação gerada pelos encargos setoriais.
| Encargos Setoriais pela ANEEL ( em R$ Milhão ) | Encargos Setoriais pela ANEEL ( em R$ Milhão ) | Encargos Setoriais pela ANEEL ( em R$ Milhão ) | Encargos Setoriais pela ANEEL ( em R$ Milhão ) | Encargos Setoriais pela ANEEL ( em R$ Milhão ) | Encargos Setoriais pela ANEEL ( em R$ Milhão ) | Encargos Setoriais pela ANEEL ( em R$ Milhão ) | Encargos Setoriais pela ANEEL ( em R$ Milhão ) | Encargos Setoriais pela ANEEL ( em R$ Milhão ) | Encargos Setoriais pela ANEEL ( em R$ Milhão ) | Encargos Setoriais pela ANEEL ( em R$ Milhão ) | Encargos Setoriais pela ANEEL ( em R$ Milhão ) | Encargos Setoriais pela ANEEL ( em R$ Milhão ) | Encargos Setoriais pela ANEEL ( em R$ Milhão ) | Encargos Setoriais pela ANEEL ( em R$ Milhão ) | Encargos Setoriais pela ANEEL ( em R$ Milhão ) | Encargos Setoriais pela ANEEL ( em R$ Milhão ) | Encargos Setoriais pela ANEEL ( em R$ Milhão ) | Encargos Setoriais pela ANEEL ( em R$ Milhão ) |
| | 2004                                           | 2005                                           | 2006                                           | 2007                                           | 2008                                           | 2009                                           | 2010                                           | 2011                                           | 2012                                           | 2013                                           | 2014                                           | 2015                                           | 2016                                           | 2017                                           | 2018                                           | 2019                                           | 2020                                           | 2021                                           |
| --- | ---------------------------------------------- | ---------------------------------------------- | ---------------------------------------------- | ---------------------------------------------- | ---------------------------------------------- | ---------------------------------------------- | ---------------------------------------------- | ---------------------------------------------- | ---------------------------------------------- | ---------------------------------------------- | ---------------------------------------------- | ---------------------------------------------- | ---------------------------------------------- | ---------------------------------------------- | ---------------------------------------------- | ---------------------------------------------- | ---------------------------------------------- | ---------------------------------------------- |
| Reserva Global de Reversão Fonte: SFF-ANEEL | 1.177,20                                       | 1.181,80                                       | 1.282,30                                       | 1.317,00                                       | 1.425,40                                       | 1.629,60                                       | 1.594,10                                       | 1.724,90                                       | 2.311,5                                        | 608,85 *                                       |                                                |                                                |                                                |                                                |                                                |                                                |                                                |                                                |
| Conta de consumo de combustíveis Fonte: SRE -ANEEL | 3.322,60                                       | 3.419,30                                       | 4.525,70                                       | 2.870,60                                       | 3.523,30                                       | 3.021,00                                       | 5.173,40                                       | 5571,70                                        | 3.223,00                                       | - *                                            |                                                |                                                |                                                |                                                |                                                |                                                |                                                |                                                |
| Taxa de Fiscalização de Serviços de Energia Elétrica Fonte: SRE / SAF-ANEEL (Valores Realizados) | 220,20                                         | 270,80                                         | 307,10                                         | 327,40                                         | 358,70                                         | 375,30                                         | 385,70                                         | 464,70                                         | 195,9                                          | 467,21                                         |                                                |                                                |                                                |                                                |                                                |                                                |                                                |                                                |
| PROINFA Fonte: SRE -ANEEL | -                                              | -                                              | 385,20                                         | 634,50                                         | 895,70                                         | 1.5730                                         | 1.8160                                         | 1.794,30                                       | 2.252,7                                        | 2.589,65                                       |                                                |                                                |                                                |                                                |                                                |                                                |                                                |                                                |
| Conta de Desenvolvimento Energético Fonte: SRE - ANEEL | 1.455,40                                       | 2.044,10                                       | 2.283,40                                       | 2.469,70                                       | 2.483,70                                       | 2.841,80                                       | 2.960,60                                       | 3.313,80                                       | 3.722,6                                        | 1.024,02                                       |                                                |                                                |                                                |                                                |                                                |                                                |                                                |                                                |
| Compensação Financeira pela Utilização de Recursos Hídricos Fonte: SFF / SRG-ANEEL | 779,60                                         | 1.003,70                                       | 1.100,00                                       | 1.244,30                                       | 1.259,20                                       | 1338,50                                        | 1.514,90                                       | 1.635,80                                       | 1.726,97                                       | 1.590,92                                       |                                                |                                                |                                                |                                                |                                                |                                                |                                                |                                                |
| Encargos de Serviços do Sistema Fonte: Relatório Anual da CCEE | 138,70                                         | 266,30                                         | 311,80                                         | 161,60                                         | 2.399,80                                       | 527,70                                         | 1.731,50                                       | 1.416,60                                       |                                                | 6.259,31                                       |                                                |                                                |                                                |                                                |                                                |                                                |                                                |                                                |
| Encargos de Energia de Reserva Fonte: Relatório Anual da CCEE | -                                              | -                                              | -                                              | -                                              | -                                              | 31,70                                          | 311,90                                         | 321,00                                         | 866,95                                         | 295,24                                         |                                                |                                                |                                                |                                                |                                                |                                                |                                                |                                                |
| Operador Nacional do Sistema Fonte: ONS / SFF-ANEEL | 8,9                                            | 9,6                                            | 10,2                                           | 10,7                                           | 11,4                                           | 12,1                                           | 12,8                                           | 13,6                                           | 14,3                                           | 15,0                                           |                                                |                                                |                                                |                                                |                                                |                                                |                                                |                                                |
| Nota |                                                |                                                |                                                |                                                |                                                |                                                |                                                |                                                |                                                |                                                |                                                |                                                |                                                |                                                |                                                |                                                |                                                |                                                |
| * A Medida Provisória nº 579, de 2012, convertida na Lei nº 12.783, de 2013, definiu as condições para a adesão à prorrogação antecipada de concessões de geração e transmissão de energia elétrica e alterou o marco legal dos encargos setoriais, cabendo à ANEEL realizar a revisão tarifária extraordinária das concessionárias de distribuição. |                                                |                                                |                                                |                                                |                                                |                                                |                                                |                                                |                                                |                                                |                                                |                                                |                                                |                                                |                                                |                                                |                                                |                                                |

## Publicações

### Cadernos Temáticos
- 2014 - Micro e Minigeração Distribuída
- 2013 - Descentralização das atividades
- 2013 - Ouvidoria Setorial